# アイスキャンディー

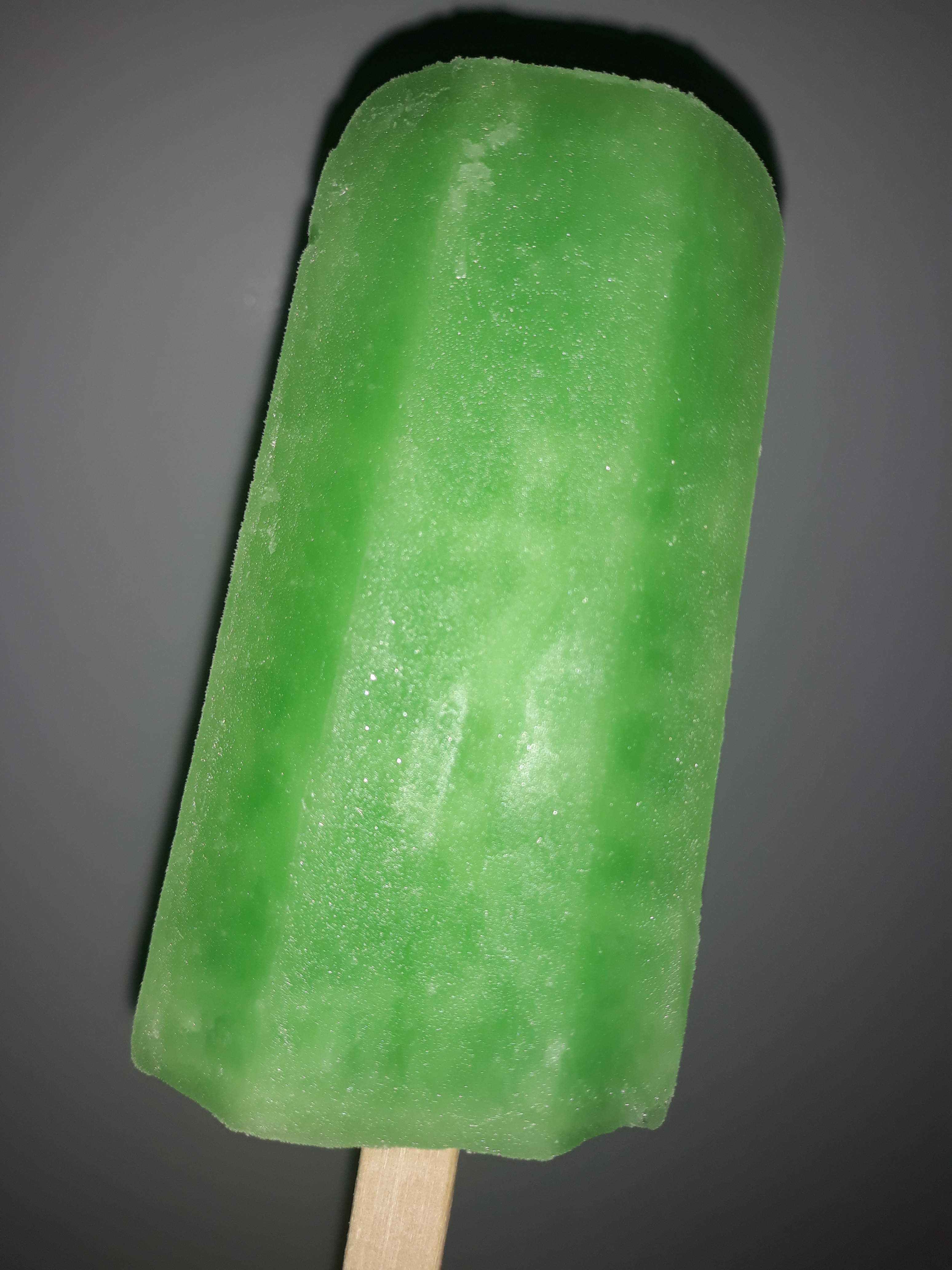
緑色のアイスキャンディー

アイスキャンディーは、棒状の氷菓を指し、日本ではアイスバーとも呼ばれる。英語ではアイスポップ (ice pop) とするのが一般的であり、また、アメリカ合衆国では登録商標のポップシクル (popsicle) が一般名称化している。フィリピンなど東南アジアでアイスキャンディー (ice candy) と言えば、主に自家製氷菓を指し、原料液をアイスキャンディー専用の細長いビニール製の袋に流し込み、口を縛って冷凍するだけの簡素な物で、棒などは差さず袋からそのまま食する。

## 製法
水・果汁・牛乳などに、砂糖などの甘味料・香料・着色料、固形の原料などを加えて、型に流し込み、木製やプラスチック製の棒を差し入れて凍らせたもの。固形の原料としては、果肉、小豆やチョコレートなどが使われる。凍らせたあとで、溶かしたチョコレートやアーモンドクリームなどに漬けて、表面を覆う場合もある。
形状は直方体のものが多く円筒形の場合もある。

## 販売方法
アイスクリームに比べ、より安価・簡単につくれ、また屋外での飲食に便利な形状から、夏の野外での小売がさかんに行われた。氷旗を立てたクーラーボックスを自転車に載せ、カランカランと手で鐘を鳴らす「アイスキャンディー売り」は、かつてどこにでも見られた夏の風物詩だった。人出の多いビーチや公園などでは、今も見かけられる。
小売店の軒先に電気式の保冷庫が置かれるようになると、最も身近な氷菓子となる。中でもコストを抑えて安価に造られたものは、駄菓子として子供達の間に定着した。
商品によっては、棒が2本刺してあり、2等分でき、2人で分けて食べたり、ひとりで2本食べたりして楽しめるものもある。これらは子供達が楽しめるよう、工夫されたものである。
現在、氷菓子の加工技術の向上によって、他にも安価で多様な形態の氷菓子が供されており、かつて程ではなくなったが、低価格帯で根強い人気商品として、今も広く販売されている。

### 当たり棒
アイスキャンディーに使用される棒には「あたり」「はずれ」の焼き印が押されたものもあり、「あたり」が出ると販売した店舗などでアイスキャンディーと交換してもらえる、または製造販売元に郵送することでノベルティグッズが当たる製品といったキャンペーンが行われることがある。
なお、当たり棒を偽造して詐欺未遂で逮捕された事例も存在する。

## 歴史
1905年、米サンフランシスコの11歳の少年フランク・エパーソンが発明した。寒いある日、彼はジュースに混ぜ棒を挿したまま外に放置してしまった。するとジュースが凍ってキャンディーのようになった。これがアイスキャンディーとなった。
日本では大正時代に現れた。当時、日本が統治していた台湾にもいち早く伝えられ、暑い気候の中で人気を博した。台湾語では「枝仔冰」（ギーアービン）と呼ばれ、小豆バーなどの懐かしいタイプのものも根強い人気がある。
1936年（昭和11年）7月18日、大阪市内で製造販売されたアイスキャンディーがサルモネラ菌に汚染されており、児童ら25人が死亡する集団食中毒事件が起きた。なお、この時に販売されていたアイスキャンディーはコーヒー味であり、この時点で既に多様なフレイバーのアイスが出回っていたことが分かる。
第二次大戦終結後、日本がGHQに統治されていた時代に細菌汚染防止のため添加していた抗菌剤ニトロフラゾン（薬品名フラスキン）を宣伝した「フラスキン入り」という旗を立てた自転車で1本5円で売られていた。

## 隠語
貸金業者（サラ金・ヤミ金など）を指す隠語として用いられることがあった。氷菓子（こおりがし）と高利貸し（こうりがし）が同じ発音であることに依る。明治時代の小説金色夜叉に、高利貸しを「アイス」と呼ぶ記載がある。しかし「アイス（キャンディー／クリーム）」という言葉の普及や他種の氷菓子の普及によって、昭和30年ごろにはすでに死語と化していた。